# HD 224303
HD 224303，又名BD+21 4999，SAO 91595、HR 9055，是一颗恒星，视星等为6.15，位于銀經106.73，銀緯-38.5，其B1900.0坐标为赤經23h 51m 35.7s，赤緯+22° -38.5′ 30″。